# كلوس غوميز
كارلوس كلوس غوميز (بالإسبانية: Carlos Clos Gómez)‏ (و. 1972  م) هو حكم كرة قدم إسباني سابق، ولد في سرقسطة.

## مناصب
تولى منصب الحكام الدوليين للفيفا ‏.